# Tonina mała
Tonina mała, delfin mały, delfin La Platy (Pontoporia blainvillei) – gatunek ssaka morskiego z rodziny Pontoporiidae.

## Taksonomia
Gatunek po raz pierwszy zgodnie z zasadami nazewnictwa binominalnego opisali w 1844 roku francuscy zoologowie Paul Gervais i Alcide d’Orbigny nadając mu nazwę Delphinus Blainvillei. Holotyp pochodził z ujścia La Platy w pobliżu Montevideo w Urugwaju. Okazem typowym była czaszka znajdująca się w Muzeum Historii Naturalnej w Paryżu którą znalazł i dostarczył do muzeum Christophe-Paulin de La Poix de Fréminville. Jedyny przedstawiciel rodzaju tonina (Pontoporia) który nazwał w 1846 roku angielski zoolog John Edward Gray oraz jedyny żyjący współcześnie przedstawiciel rodziny Pontoporiidae. 
Autorzy Illustrated Checklist of the Mammals of the World uznają ten gatunek za monotypowy. 

### Etymologia
- Pontoporia: w mitologii greckiej Pontoporeja (gr. Ποντοπoρεια Pontoporeia, od ποντος pontos „morze”; πορος poros „przejście”) to nereida która przeprawiła się przez morze[20].
- Stenodelphis: gr. στηνος stēnos „cienki”; δελφις delphis, δελφινος delphinos „delfin”[21].
- blainvillei: prof. Henry Marie Ducrotay de Blainville (1777–1850), francuski zoolog, anatom porównawczy[22].

## Zasięg występowania
Tonina mała występuje w południowo-zachodnim Oceanie Atlantyckim w południowo-wschodniej Brazylii (na północ od Espírito Santo), Urugwaju i północnej Argentynie (na południe od zatoki San Matías w północnej Patagonii); stosunkowo powszechny po urugwajskiej i argentyńskiej stronie ujścia rzeki La Plata; nie występuje w sposób ciągły i jest niezwykle rzadki lub nieobecny w dwóch obszarach na północy.

## Morfologia
Długość ciała samic 148–162 cm, samców 117–136 cm; masa ciała 20–40 kg. Występuje dymorfizm płciowy – dorosłe samice są o 15% dłuższe od dorosłych samców. Noworodki osiągają długość ciała 60–80 cm. Delfin mały ma długi, wąski dziób, który rośnie z upływem lat, trójkątną, zaokrągloną na końcu płetwę grzbietową i odstające, łopatowate płetwy piersiowe. Kolor przeważający to kolor szary, na grzbiecie ciemniejszy niż na stronie brzusznej. Ma ponad 200 zębów, w górnej szczęce 53–58 natomiast w dolnej 51–56.

## Ekologia
Pożywienie: głównie  zwierzęta dna morskiego, takie jak krewetki (gustują w nich przede wszystkim młode); kałamarnice, ośmiornice, ryby i skorupiaki.
Rozród: ciąża trwa ok. 11 miesięcy, noworodek ma 75 cm długości.
Siedlisko: gatunek przede wszystkim morski, żyjący w płytkich wodach przybrzeżnych.

## Status zagrożenia
W Czerwonej księdze gatunków zagrożonych Międzynarodowej Unii Ochrony Przyrody i Jej Zasobów został zaliczony do kategorii VU (ang. vulnerable „narażony”).